# 7548 Engström
Engström (asteroide 7548) é um asteroide da cintura principal, a 2,6709309 UA. Possui uma excentricidade de 0,152966 e um período orbital de 2045,21 dias (5,6 anos).
Engström tem uma velocidade orbital média de 16,77304175 km/s e uma inclinação de 0,32512º.
Este asteroide foi descoberto em 16 de março de 1980 por Claes-Ingvar Lagerkvist, e o seu nome é uma homenagem a Albert Engström.